# Монтелунго II (Кампобасо)
Монтелунго II је насеље у Италији у округу Кампобасо, региону Молизе.
Према процени из 2011. у насељу је живело 58 становника. Насеље се налази на надморској висини од 702 м.